# Горлівка (Калінінградська область)
Горлівка (рос. Горловка) — селище Гур'євського міського округу, Калінінградської області Росії. Входить до складу Храбровського сільського поселення.
Населення — 45 осіб (2015 рік).

## Населення
| 2002 | 2010 |
| ---- | ---- |
| 44   | ↗45  |